# Henry Roman Nose
Ne doit pas être confondu avec Roman Nose.
Henry Roman Nose (30 juin 1856 - 12 juin 1917) était un chef des Cheyennes du Sud. Roman Nose a vécu durant l'un des temps les plus mouvementé pour le peuple Cheyenne et il est connu comme un conciliateur qui a aidé son peuple à faire la transition d'un style de vie nomade archaïque à une existence calquée sur celle des Blancs.